# Rodniki (Oblast' di Ivanovo)
Rodniki è una città della Russia europea centrale (oblast' di Ivanovo); appartiene amministrativamente al rajon Rodnikovskij, del quale è il capoluogo.
Si trova nella parte centrale della oblast', nella regione fra Volga e Kljaz'ma, sul piccolo fiume Jukša, 54 chilometri a nordest di Ivanovo.